# NGC 2350
NGC 2350 est une galaxie lenticulaire située dans la constellation du Petit Chien. NGC 2350 a été découverte par l'astronome français Édouard Stephan en 1874.

## Caractéristiques

### Distance
Sa vitesse par rapport au fond diffus cosmologique est de 2 049 ± 40 km/s, ce qui correspond à une distance de Hubble de 30,2 ± 2,2 Mpc (∼98,5 millions d'al).
À ce jour, une mesure non basée sur le décalage vers le rouge (redshift) donne une distance d'environ 31,800 Mpc (∼104 millions d'al). Cette valeur est à l'intérieur des valeurs de la distance de Hubble.

### Luminosité dans l'infrarouge
La luminosité de la galaxie NGC 2350 dans l'infrarouge lointain (de 40 à 400 µm) est égale à 1,07 × 1010 {\displaystyle L_{\odot }} (1010,03{\displaystyle L_{\odot }}) et sa luminosité totale dans l'infrarouge (de 8 à 1 000 µm) est de 1,48 × 1010 {\displaystyle L_{\odot }} (1010,17{\displaystyle L_{\odot }}).